# Causeway (Irland)
Causeway (irisch An Tóchar, früher Ceann an Tóchair, historisch anglisiert: Kantogher) ist ein Dorf bzw. eine kleine Landstadt (town) im Nordwesten des irischen County Kerry.
Die Gemeinde Causeway gehört zur Baronie Clanmaurice (Clann Muiris) und zur Civil Parish Killury.

## Lage
Causeway liegt 25 Kilometer nördlich der County-Hauptstadt Tralee und fünf Kilometer von der Atlantikküste entfernt, in die hier der breite Ästuar des Shannon mündet.
Die nächsten Nachbargemeinden sind Ballyduff im Nordosten, Lixnaw im Osten, Kilflynn im Südosten, Abbeydorney und Kilmoyly im Süden sowie Ballyheigue im Westen.
Mit 220 Einwohnern (Volkszählung 2022) ist Causeway trotz seiner geringen Größe doch ein kleines Zentrum für die noch kleineren Siedlungen im Umkreis von fünf Kilometern, die aus weit voneinander entfernten einzeln stehenden Häusern und Bauernhöfen bestehen. In der sehr ländlich geprägten Umgebung dominiert die Milchviehhaltung und die Grünlandwirtschaft. Zum unmittelbaren Einzugsbereich von Causeway gehören folgende Townlands
| Addergown Aghabeg East Aghabeg Middle Aghabeg West Aghamore East Aghamore West Ardagh Ballinclemesig Ballincrossig Ballinglanna Ballynaskreena | Ballynorrig East Ballynorrig West Clashmelcon Cleanderry Clooneen Cloonlogher Corbally Dromkeen East (Drom Caoin Thoir) Drommartin Dromnacarra Dromroe Farran | Feeans Glanerdalliv Knockavaghigh Knockercreeveen Lisduff Lisnagoneeny Lissycurrig Meenogahane Muckenagh Slievebwee Tullaghna |

## Geschichte
Der irische Name „An Tóchar“ und der englische Name „Causeway“ bedeuten frei übersetzt etwa (Holz-) oder (Knüppel-) Damm (in einem sumpfigen Gebiet). Das Dorf entstand an einer alten keltischen Straße, die von Ballyheigue nach Limerick führte (heutige Regionalstraße R551 von Tralee nach Limerick).
Die Gesamtschule Causeway (Causeway Comprehensive School) entstand in den 1950er Jahren. Am 9. September 1957 öffnete die Berufsschule in Causeway (Causeway Vocational School) ihre Pforten. Ab 1947 boten das St. Patrick's College und das St. Mary's College weiterführende Bildung in der Region an. Das St. Mary's College wurde 1965 geschlossen und 1967 fusionierte das St. Patrick's College mit der Berufsschule, um den Schülern einen umfassenderen Lehrplan anzubieten. Im Jahr 1973 fusionierte die Presentation Secondary School im nahen Lixnaw mit der nun erweiterten Schule in Causeway, daraus entstand die Causeway Comprehensive School.
1980 wurde ein neues Schulgebäude errichtet, das Gebäude aus dem Jahr 1957 wurde aber weiter genutzt, bis Mitte der 1990er Jahre der Bau zweier Erweiterungen der Hauptschule abgeschlossen wurde. Eine Erweiterung an der Vorderseite des Gebäudes wurde 2016 fertiggestellt. Ein neuer zweistöckiger Bau mit zehn weiteren Klassenzimmern soll bis September 2025 entstehen.

### Einwohnerzahlen
| Jahr      | 1991 | 1996 | 2002 | 2006 | 2011 | 2016 | 2022 |
| Einwohner | 233  | 261  | 251  | 211  | 264  | 257  | 220  |
| Quelle:   |      |      |      |      |      |      |      |

## Infrastruktur
Causeway nimmt heute für die Umgebung wichtige Versorgungs- und Dienstleistungsaufgaben wahr. So gibt es hier neben der Kirche Saint John the Baptist, der Gesamtschule (Causeway Comprehensive School) und einem Gesundheitszentrum vier Pubs, eine Bäckerei, ein Lebensmittelgeschäft mit Postamt, zwei Friseure, einen Fast-Food-Laden und ein Bestattungsunternehmen.

## Sehenswürdigkeiten
- Klippen von Meenogahane
- Kirche Saint John the Baptist (Johannes der Täufer)

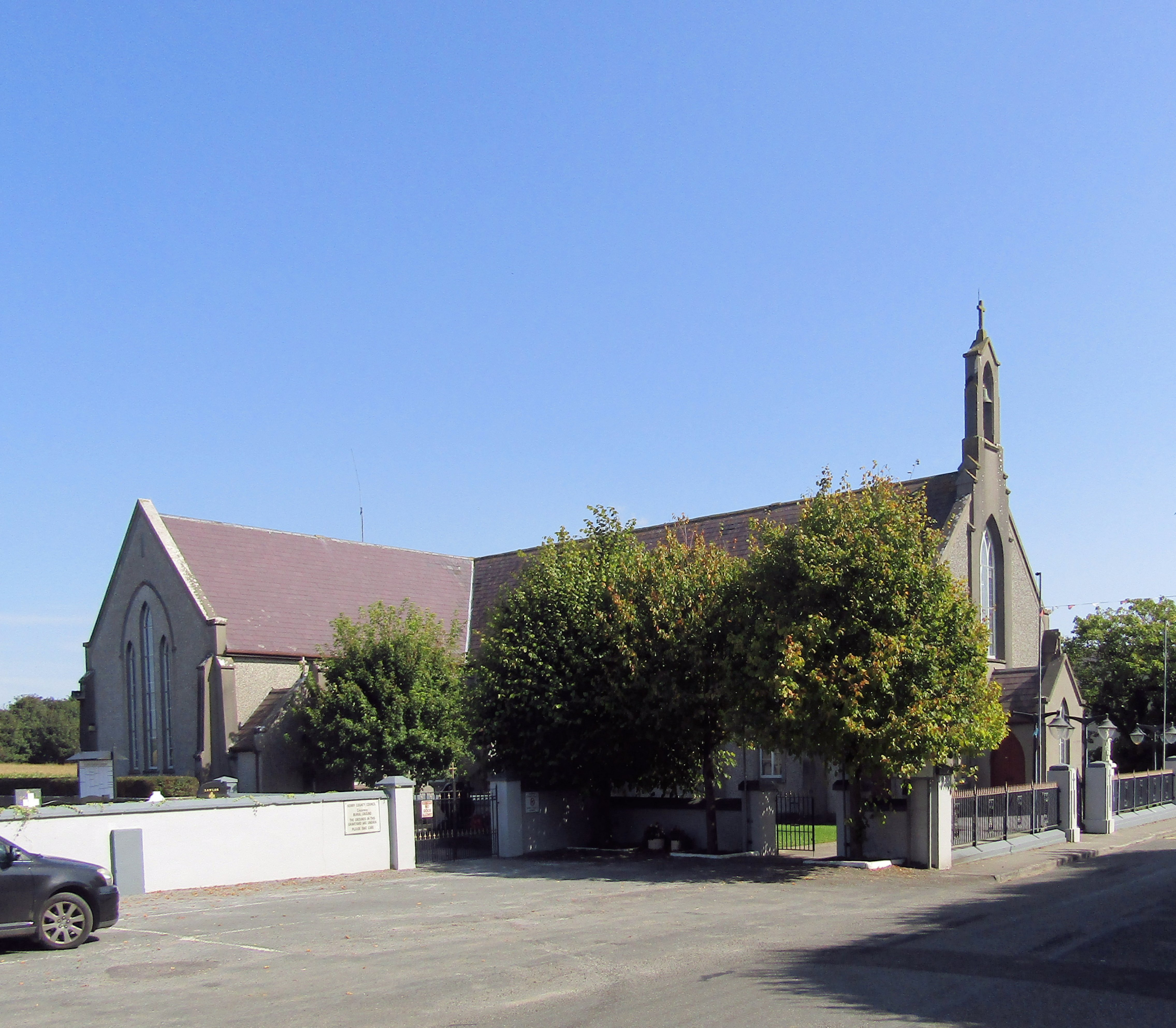
Kirche Saint John the Baptist
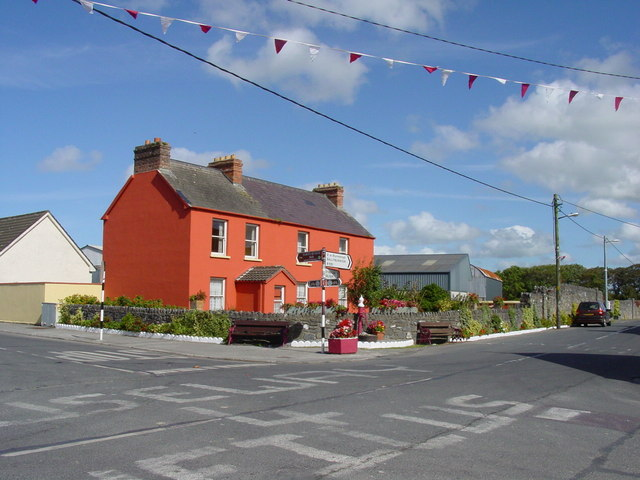
Hauptkreuzung in Causeway

## Belege
1. ↑  Ortsname auf logainm.ie (irisch)
2. ↑  Schule auf causewaycs.ie (englisch)
3. ↑  Statistik auf citypopulation.de/en/ireland towns (englisch)